# سو هئون

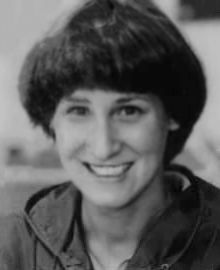
سو هئون، شناگر امریکایی تبار - ۱۹۸۴

سو هئون (به انگلیسی: Sue Heon) (زادهٔ ۳۱ مهٔ ۱۹۶۲) شناگر اهل ایالات متحده آمریکا است.